# Ind imellem bliver vi gamle
Ind imellem bliver vi gamle er en dansk dokumentarfilm fra 1971 med instruktion og manuskript af Ole Roos.

## Handling
En rapport om alderdom, om gamle på institutioner. En film, som rejser mange spørgsmål om omverdenens forhold til de gamle, om deres vilkår. En film, som også i sin form prøver på at give udtryk for omverdenens dobbeltbundede syn på det at blive gammel.